# Пензанс
Пенза́нс (англ. Penzance [pɛnˈzæns], корн. Pennsans) — портовый город в Корнуолле, имеющий статус гражданского прихода.

## География
Пензанс расположен на крайнем юго-западе полуострова Корнуолл, на западном берегу залива Маунтс, относящегося к проливу Ла-Манш. Расстояние до города Плимут составляет 125 км. 

## История
Первые поселения в районе Пензанса относятся ещё к бронзовому веку. Здесь сохранился дольмен Диск Гиганта (Giant’s Quoit), диаметром в 13 м.
Сам Пензанс впервые упоминается в 1322 году в местных приходских книгах как деревня поместья Алвертон, тогда как главенствующая роль принадлежала соседнему Маразиону, ещё с 1257 года имевшему статус города. В Средневековье Пензанс неоднократно подвергался нападению берберских пиратов, что находит отражение в современной топонимике.
В 1578 году чума унесла 10 % здешнего населения, повторившись в 1647 году. Из-за географического положения на юго-западе Корнуолла, Пензанс и ближние деревни часто подвергались нападениям вражеских флотов. Через 7 лет после гибели Непобедимой Армады, 23 июля 1595 года здесь десантировались испанские контингенты, под командованием дона Карлоса де Амескиты (Carlos de Amesquita), захватившие Пензанс и предавшие огню город и окрестные деревни.
Несмотря на неблагоприятные события, Пензанс постепенно приобретал вес. Так, Генрих IV дал ему право на королевский рынок, Генрих VIII на гавань, а Яков I присвоил в 1614 году статус боро, что превратило Пензанс в город. В 1755 году Лиссабонское землетрясение вызвало в Пензансе цунами, не причинившее серьёзных последствий.
В 1777 или 1778 году в Маусхолле, близ Пензанса, скончалась Долли Пентрит, которую долгое время ошибочно считали последним живым носителем корнского языка. До 20-летнего возраста она не знала ни слова по-английски. Когда в детстве Долли продавала рыбу на рынке Пензанса, зазывая покупателей криками на корнском, её понимали все жители, включая местных дворян. В последней четверти XVIII века в городе родились известные химики Гемфри Дэви и его двоюродный брат Эдмунд Дэви.
В 1812 году в Пензансе было учреждено Королевское геологическое общество Корнуолла, патроном которого стал принц-регент Георг, что придало городу вес. В 1852 году в город была проложена железная дорога, что помогло сделать его туристическим центром после постановки в 1879 оперетты Гилберта и Салливана «Пираты Пензанса».

## Современное состояние
Пензанс главным образом действует как морской курорт. Большинство населения принадлежат к методистам. В городском совете, избирающем сроком на 1 год мэра, 10 депутатов независимы, 8 принадлежат к Либерально-демократической партии, 1 к партии «Сыны Корнуолла» и 1 место свободно. В городе проходят выставки, музыкальные и театральные фестивали.

## Города-побратимы
- Конкарно (Бретань, Франция)
- Бендиго (Австралия)
- Невада-Сити (США)
- Куксхавен (Германия)